# Ochtheosus fungicolus
Ochtheosus fungicolus är en skalbaggsart som beskrevs av Perkins 1997. Ochtheosus fungicolus ingår i släktet Ochtheosus och familjen vattenbrynsbaggar. Inga underarter finns listade i Catalogue of Life.